# Usseewa
"Usseewa" ( うっせぇわ) là đĩa đơn đầu tay của ca sĩ người Nhật Ado. Nó được phát hành bởi Virgin Music vào ngày 23 tháng 10 năm 2020. Lời của bài hát bên cạnh lối hát mạnh mẽ và sử dụng từ ngữ mang tính gay gắt, đã chỉ trích "lẽ thường" của xã hội, kèm theo sự bất mãn của thành viên trong xã hội về nó. Tiêu đề "Usseewa", là cách nói tắt của うるさい (urusaiwa), tức "Im lặng đi". Bài hát trở nên nổi tiếng trong giới trẻ Nhật Bản, và thậm chí còn được gọi là "bài ca của giới trẻ năm 2021".

## Phát hành
Bản gốc của bài được đăng lên YouTube vào ngày 23 tháng 10 năm 2020, kèm theo một video âm nhạc do Wooma sản xuất. Ngày 2 tháng 12 năm 2020, một bản piano của bài được phát hành sau khi video YouTube của "Usseewa" vượt cột mốc 10 triệu lượt xem. Ngày 5 tháng 2 năm 2021, một phiển bản remix bài hát của Giga được phát hành với tên "Usseewa (Giga Remix)".

## Sáng tác và phổ lời
"Usseewa" là bài hát đầu tiên do chính Ado sáng tác. Bài hát được sản xuất bởi nhà sản xuất vocaloid Syudou.
Từ "Usseewa" nghĩa tương đương với "im đi" trong tiếng Việt. Nội dung của bài hát đã tạo ra làn sóng tranh cãi, cụ thể là từ nhiều phụ huynh Nhật Bản về tác hại của nhạc phẩm lên trẻ em. High Noon TV Viking! More của Fuji TV đã đưa ra chuyên mục về bài hát hát, do nhiều trẻ em bắt đầu hát hoặc bắt chước lời bài hát của "Usseewa". Mitz Mangrove cho rằng trẻ em có thể hát bài hát chỉ vì nó có giai điệu lôi cuốn, và có thể không hiểu ý nghĩa của bài hát. Ngoài ra, cô cũng nói thêm việc ngăn trẻ em nghe bài "Usseewa" là bất khả thi, do bài hát xuâst hiện nhiều trên sóng truyền hình và ở các trung tâm thương mại.
Theo Ado, mục đích của bài hát là để giảm căng thẳng cho người nghe bằng việc đồng cảm với bất mãn của họ, đồng thời cô đã "cất tiếng hát về bất mãn của mọi người ngay tại chỗ, vì [cô] muốn họ sống một cách tích cực."

## Giải thưởng
| Giải                                     | Năm  | Đề mục              | Kết quả   | Nguồn  |
| ---------------------------------------- | ---- | ------------------- | --------- | ------ |
| MTV Video Music Awards Japan             | 2021 | Bài hát Đột phá MTV | Đoạt giải | [ 10 ] |
| J-WAVE SPECIAL MUSIC FUN! AWARDS 2021    | 2021 | Best of Lyrics      | Đoạt giải | [ 11 ] |
| Giải MPA Hiệp hội Xuất bản nhạc Nhật Bản | 2021 | Hit Song Award      | Đoạt giải | [ 12 ] |
| NexTone Award                            | 2022 | Huy chương Bạc      | Đoạt giải | [ 13 ] |
| NexTone Award                            | 2023 | Huy chương Vàng     | Đoạt giải | [ 14 ] |

## Xếp hạng
| Xếp hạng (2021)                                                             | Vị trí cao nhất |
| --------------------------------------------------------------------------- | --------------- |
| Global 200 (Billboard)                                                      | 41              |
| Japan (Japan Hot 100) Oricon Digital Singles Chart, Oricon Streaming Chart, | 1               |
| Japan Combined Singles (Oricon)                                             | 2               |

| Xếp hạng (2021)                 | Vị trí |
| ------------------------------- | ------ |
| Global Excl. US (Billboard)     | 118    |
| Japan (Japan Hot 100)           | 7      |
| Japan Combined Singles (Oricon) | 8      |
| Xếp hạng (2022)                 | Vị trí |
| Japan (Japan Hot 100)           | 59     |

## Chứng nhận
| Quốc gia                                                                                 | Chứng nhận  | Số đơn vị/doanh số chứng nhận |
| ---------------------------------------------------------------------------------------- | ----------- | ----------------------------- |
| Nhật Bản (RIAJ)                                                                          | Platinum    | 250.000*                      |
| Streaming                                                                                |             |                               |
| Nhật Bản (RIAJ)                                                                          | 3× Platinum | 300.000.000                   |
| * Chứng nhận dựa theo doanh số tiêu thụ. · Chứng nhận dựa theo doanh số phát trực tuyến. |             |                               |